# Croca
Croca ist eine Gemeinde im Norden Portugals
Croca gehört zum Kreis Penafiel im Distrikt Porto, besitzt eine Fläche von 6,09 km² und hat 764 Einwohner (2001).